# Римская свеча
Римская свеча — это многозарядное пиротехническое изделие, используемое в развлекательных целях. Из него вылетают снопы искр с небольшим временным расстоянием.

## Описание и устройство
Римская свеча представляет собой картонную трубку. Снизу трубка имеет прочную заглушку из глины или цемента. По всей длине трубки проходит фитиль, выходящий наружу. В трубку поочередно запрессованы (снизу вверх): вышибной заряд (порох, бензолифт), пиротехнический элемент (звездка, комета, разрывной снаряд с салютом), предохранительный пыж (картонный диск, прессованные опилки). Затем снова: заряд, снаряд, пыж.
При воспламенении фитиля он горит сверху вниз. Форс пламени фитиля сначала проходит мимо пыжа, мимо снаряда и доходит до пороха. Происходит выстрел, снаряд может воспламеняться как от пламени выстрела (разрывной с салютом), так и заранее, от горящего фитиля (звездка, комета). Идущий следом предохранительный пыж не дает пламени выстрела проникнуть вглубь римской свечи и воспламенить следующие заряды. Задержка выстрелов организуется только горящим фитилём, проходящим сквозь пыж.

## Техника безопасности
Широко распространённая ошибка использования римских свечей состоит в том, что их часто запускают с рук. Этого делать нельзя ни в коем случае. Римскую свечу необходимо установить вертикально фитилём вверх, надёжно закрепить, поджечь фитиль с расстояния вытянутой руки и сразу удалиться на безопасное расстояние. Радиус опасной зоны — до 50 метров.

## Законодательный статус
В связи с несоответствием требованиям безопасности римские свечи запрещены к продаже и хранению в Финляндии и Нидерландах, а также в следующих штатах США — Калифорния, Делавэр, Флорида, Мэриленд, Массачусетс, Миннесота, Нью-Джерси, Нью-Йорк, Северная Каролина, Орегон и Род-Айленд.